# Цилевич, Борис Леонидович

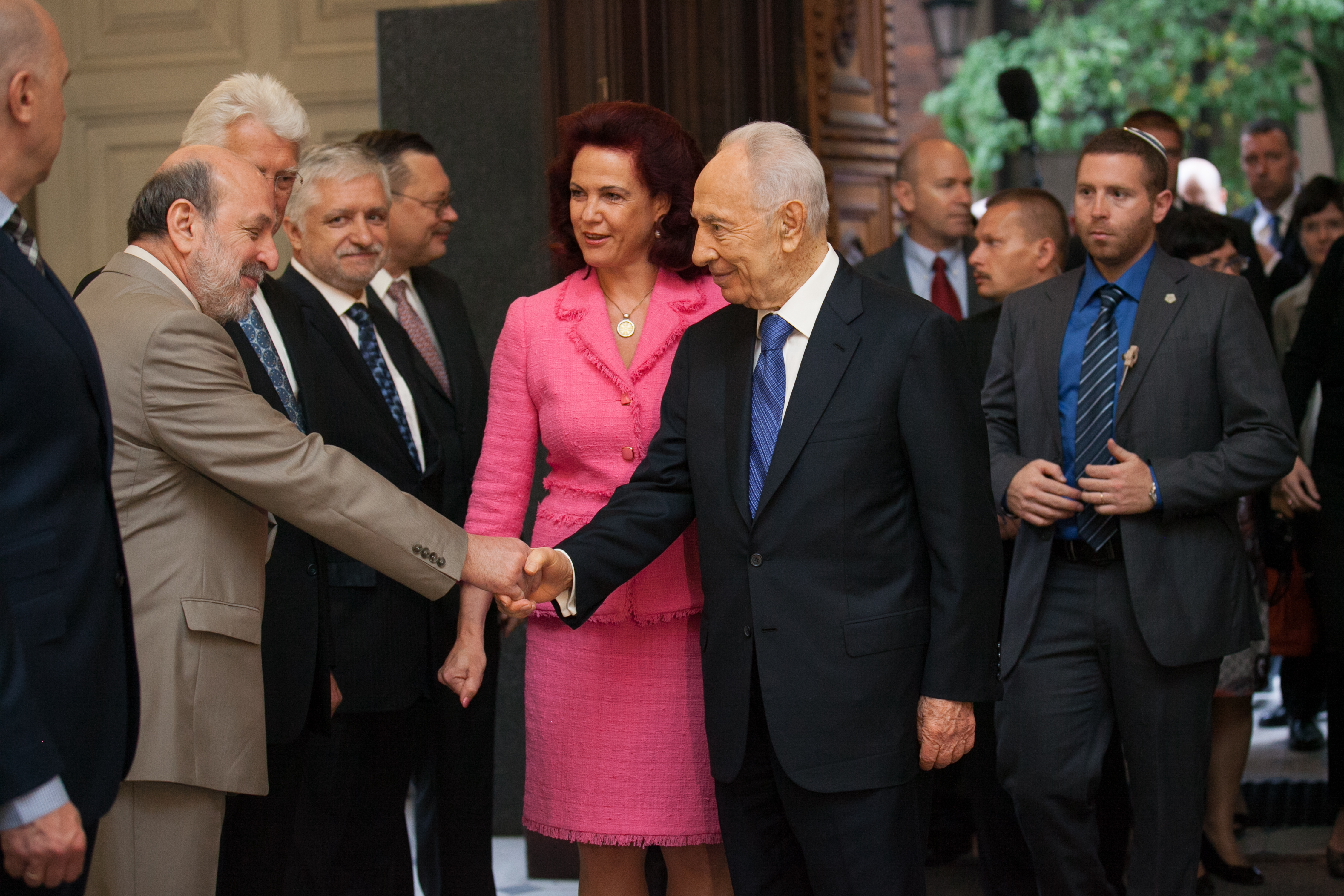
Борис Цилевич пожимает руку президенту Израиля, Шимону Пересу (2013 год).

Борис Цилевич (латыш. Boriss Cilevičs; 26 марта 1956, Даугавпилс) — латвийский политик и правозащитник. Член политического объединения «Центр согласия». Депутат 7-го, 8-го, 9-го, 10-го и 11-го Сеймов Латвии. Член Парламентской ассамблеи Совета Европы (с 1999 года), председатель подкомитета ПАСЕ по правам национальных меньшинств (в 2005—2007 годах и вновь, по состоянию на 2011 год), председатель подкомитета ПАСЕ по выборам судей ЕСПЧ (2009—2011).

## Биография
Родился в Даугавпилсе, в семье профессора русской филологии Даугавпилсского педагогического института Леонида Цилевича и доцента той же кафедры Лии Левитан. В 1973 году окончил городскую среднюю школу № 3 с золотой медалью, в 1978 году — физико-математический факультет Латвийского государственного университета, в 1981 году — аспирантуру по специальности «Теоретическая и математическая физика».

### Молодой инженер и общественник
В 1982—1988 годах Борис Цилевич работал инженером в НИИ «Микроприбор» производственного объединения «Альфа», где занимался компьютерным моделированием элементов интегральной электроники. Активно проявил себя в общественной работе и стал участником движения МЖК: первый молодежный жилой комплекс для молодых специалистов был построен их собственными силами в 1985 году в Риге, на ул. Ленина, 111, и положил начало этому движению в республике.
В 1988—1991 годах работал научным сотрудником лаборатории компьютерных методов обучения Института математики и информатики Латвийского университета. Автор более 30 научных статей по применению математического моделирования.
Был активистом Народного фронта Латвии, входил в состав лекторской группы НФЛ, был заместителем председателя группы НФЛ Института математики и информатики ЛУ.
Принял участие в формировании первых правозащитных организаций в Латвии, в судебном порядке доказал своё право на гражданство Латвии. 

### Эксперт по правам человека
В 1991—1995 годах работал в правозащитных неправительственных организациях. Публиковал политические комментарии в латвийской прессе. С 1992 года — член Союза журналистов Латвии.
В 1994 году в Монреале прошёл курс Летней школы Канадского фонда прав человека, получив дополнительное образование в области прав человека и этноконфликтологии.  Выпустил сборники публицистики: «Время жёстких решений» (1993) и «Альтернатива» (1998). С 1995 года — директор частного Центра педагогических и социальных исследований «Baltic Insight». Работал приглашённым исследователем в Карлтонском университете (Оттава, Канада, 1995) и Институте исследований проблем мира (Киль, Германия, 1997). Автор более 40 работ, опубликованных в разных странах.

### Политическая деятельность
В 1994 году выступил одним из учредителей Партии народного согласия. В марте 1997 года избран депутатом Рижской думы, работал в коммунально-жилищном комитете.
В 1998 году избран депутатом 7-го Сейма Латвии, переизбирался в 2002, 2006, 2010, 2011 и 2014 годах. Работает в комиссии по правам человека и в комиссии по делам Европы. В Конституционном суде выиграл дело об отмене ограничений на использование русского языка на радио и телевидении.
Защищал от имени Партии народного согласия иск о соответствии Конституции Латвии изменений в законах «Об образовании» и «Об общем образовании» 2004 года, предусматривавших перевод обучения в русских средних школах преимущественно на латышский язык (60 %). Иск был подготовлен совместно с консультантом фракции ЗаПЧЕЛ в Сейме Алексеем Димитровым.
21 июня 2018 года вместе с другими депутатами оппозиционной фракции «Согласия» подал иск в Конституционный суд о соответствии нового этапа школьной реформы основному закону. 27 июля суд принял иск к рассмотрению.
На  голосовании в Парламентской ассамблее Совета Европы в ночь с 24 на 25 июня 2019 года проголосовал против резолюции, позволяющей России участвовать в сессии ПАСЕ.
В 2022 году партия «Согласие» не прошла в парламент, поэтому его депутатский мандат закончился.

### Работа в европейских организациях
С 1999 года — член Парламентской ассамблеи Совета Европы, представлял доклады по защите национальных меньшинств и положению беженцев. Посещал лагеря беженцев в Сербии, Черногории, Косово, Азербайджане, Армении, Грузии. В 2005—2007 годах — председатель подкомитета ПАСЕ по правам меньшинств. С 2009 года — председатель подкомитета по выборам судей Европейского суда по правам человека. В 2003—2004 годах — наблюдатель от Латвии в Европарламенте, в мае-июле 2004 г. депутат Европарламента.
Владеет русским, латышским и английским языками. Женат, двое детей.

## Увлечения
Водный туризм (чемпион Латвии 1990 года), авторская песня, игра «Что? Где? Когда?».